# Долина річки Бик
«Долина річки Бик» — ландшафтний заказник місцевого значення.
Заказник проходить долиною річки Бик через Межівський район Дніпропетровської області.
На території заказника охороняється придолинно-балковий ландшафт.
Площа — 2758,3 га, створений у 2013 році.